# Plozio Crispino
Plozio Crispino (in latino Plotius Crispinus; I secolo a.C.) è stato un filosofo e poeta romano.

## Biografia
Crispino visse durante il I secolo a.C. e viene nominato dal coetaneo Orazio nelle sue Satire, il quale lo derideva, considerandolo un "poeta mediocre", riferendo anche che il filosofo era affetto da congiuntivite:
(Orazio, Satire, 1,1, trad. M. Abate)
 Secondo Patrizi e Quadrio, Crispino compose un poema di matrice stoica, per il quale fu soprannominato l'Aretalogo.

### Fonti primarie
- Quinto Orazio Flacco, Satire, 1,1.

### Fonti secondarie
- Francesco Saverio Quadrio, Della storia e della ragione d'ogni poesia volumi quattro, Milano, 1749.
- Francesco Patrizi, La Poetica, Deca istoriale, 1586.
- Girolamo Pozzoli, Dizionario d'ogni mitologia e antichità, 1824.
- Francesco Zanotto, Dizionario pittoresco di ogni mitologia d'antichita d'iconologia e delle favole del Medioevo, 1854.
- Andrea Cucchiarelli, La satira e il poeta: Orazio tra Epodi e Sermones, 2001.
- Antonio La Penna, La letteratura latina del primo periodo augusteo (42-15 a.C.), 2013.